# Kurt Craemer
Kurt Craemer (* 2. März 1912 in Saarbrücken; † 1. Oktober 1961 in der Provinz Salerno) war ein deutscher Maler, Designer und Illustrator.

## Leben
Craemer, dessen Familie 1919 von Saarbrücken nach Düsseldorf übersiedelte, war ab 1928 zunächst an der Kölner Werkschule Schüler von Friedrich Ahlers-Hestermann, mit dem er früh eine Reise zu einer großen Henri-Matisse-Ausstellung in Paris unternahm. Werner Heuser holte 1930 den Achtzehnjährigen an die Kunstakademie Düsseldorf, wo er bis 1933 Schüler von Paul Klee war.
Seine erste Italienreise war schon 1932 und fand dort die Affinität zur lateinisch-italienischen Welt, die die vielfältigen Arbeiten Craemers bezeugen. Als dann sein Lehrer Paul Klee 1933 die Akademie, aufgrund der Gleichschaltung durch die Reichskammer der bildenden Künste verursacht, verlassen musste und ein rüder Verkehrston und NS-Sitten in der Akademie eingeführt wurden, ging Craemer ins Exil. Für die meisten gab es ohne Exil keine Freiheit und unter dem Hakenkreuz in Deutschland keine freie Kunst; keine freien Künstler wurden mehr toleriert. Craemer ging nach Ascona, Siena und Ischia und 1934 verbrachte er mit seinem Freund und Lehrer Karli Sohn-Rethel in Positano. Es gab immer kürzer werdende Besuche in Düsseldorf. Eine anberaumte Ausstellung in Düsseldorf wurde als unwillkommen und entartet untersagt, die Bilder sollten beschlagnahmt werden. Craemers alter Vater kämpfte sie noch frei.
1938 begrub er seinen Vater in Düsseldorf und kehrte sofort nach Ischia zurück. Dort verweilte er mit Karli Sohn-Rethel, Rudolf Levy, Eduard Bargheer, Werner Gilles und Max Peiffer Watenphul in der Künstlerkolonie, mietete kurz vor Ausbruch des Kriegs mit Sohn-Rethel und Vincent Weber, einem Freund aus der „Rheinischen Sezession“, ein Haus in Forio. 1939 holte Craemer seine Mutter nach Italien und löste die letzten Wurzeln zu seinem Herkunftsland. Den Kriegsausbruch 1939 erlebte er mit Sohn-Rethel und Levy auf der Insel Procida.
Im selben Jahr erkrankte Kurt Craemer an Kinderlähmung, kam nach Neapel, und war nach langem Krankenlager bis zur Hüfte gelähmt. Der Neubeginn Ende 1939, nun im Rollstuhl sitzend, sollte in Florenz stattfinden. Mit seinem zwanzig Jahre älteren Freund Karli zog er in der Pension der Schwester Bandini an der Piazza Santo Spirito, wie auch Rudolf Levy in 1940. Die Flucht vor dem Krieg brachte ihn zurück nach Positano, seine Wahl als ständiges Domizil, und bezog 1940 ein kleines Haus an der Marina, Karli folge ihm 1941. Dort unterhielt er Kontakte mit den dort ansässigen deutschen und amerikanischen Künstlern u. a. Irene Kowaliska, Michele Theile, Lisel Oppel, Peter Ruta und den Schriftstellern Stefan Andres und Armin T. Wegner.
Der seit 1934 in Italien und nun seit 1941 damals ständig in Positano ansässige Kurt Craemer war ein bis dahin reisefreudige junge Maler gewesen. Von nächsten Freunden und direkten Nachbarn abgesehen gab es für lange Jahre nur spärlich Umgang in der deutschen Sprache und deutsche Bildkäufer kaum. Dafür kamen Engländer, Amerikaner, Australier, Südafrikaner. Durch das äußeres Handikap beschränkt blieb er mit Humor und Selbstironie, Humanität und geselliges Temperament mit der weiten Welt verbunden. Immer stand Wein auf dem Steintisch der Terrasse, und eine wunderbare Geselligkeit sammelte sich um Kurt Craemer, dem Mann im Rollstuhl, der in allen großen Sprachen firm und längst heimisch geworden war. Er formulierte witzig, erzählte amüsante Geschichten und Anekdoten und war der heimliche Mittelpunkt. Ende der 1950er Jahre wurde es ruhiger auf der Terrasse. Freunde und Nachbarn verließen Positano. Wilhelmine und Arnold Keyserling gingen nach Indien, die Keramikerin Irene Kovaliska und ihr Mann, Armin T. Wegner zogen nach Rom. Freunde starben oder verunglückten, wie Heinrich von Bayern, der ein Freund Craemers und seiner Mutter seit 1935, fast jedes Jahr einmal in Positano auftauchte. Gustaf Gründgens ging zwar nach Sorrent, kam aber jeden Tag zu Besuch oder zu gemeinsamer Ausfahrt. Der gealterte, vom nahen Tode gezeichnete Gilles, besuchte ihn noch einige Male und der in Neapel wohnende Hans Werner Henze.
1952 und 1958 nahm Craemer an der Biennale di Venezia teil. 1953 fand eine von Wolfgang Cordan eingeleitete Ausstellung in der Düsseldorfer Galerie Hella Nebelungstatt. Im Frühjahr 1961 hatte er eine Ausstellung in den Vereinigten Staaten. Nach seinem Tod fand vom 18. bis 24. Februar 1963 eine Ausstellung im Düsseldorfer Kunstverein für Rheinland und Westfalen statt.
Bis zu seinem Tod am 1. Oktober 1961 lebte er in Positano. Er starb bei einem Autounfall auf der Cilento-Küste, zwischen Paestum und Battipaglia in der Provinz Salerno auf der Heimfahrt von einem Freundesbesuch in Buxentum. Von den sechs dabei Verletzten traf es den neben einem italienischen Mietchauffeur sitzenden Craemer am schwersten. Er starb noch auf dem Wege ins Krankenhaus.
Craemers Arbeiten, der größte Teil in den 1940er und 1950er Jahren in Positano hergestellt, stellen ein wichtiges Kapitel in der Geschichte der Kunst der Provinz von Salerno dar. In 2012 zelebrierte die Stadt Positano mit einer Hundertjahrfeier Kurt Craemer, einen Künstler mit Liebe zu Positano, der die meiste Zeit seines Lebens dort verbrachte. In der Ausstellung „Il Sud Antico di Kurt Craemer“ wurden dreißig ausgewählte Werke der gesamten Periode in Positano, vom Neffen Craemers, Cristian Stegen, der Provinz Salerno gespendet.